# Mory (powiat pułtuski)
Mory – wieś w Polsce położona w województwie mazowieckim, w powiecie pułtuskim, w gminie Pokrzywnica. Ma status sołectwa.
Wieś szlachecka położona była w drugiej połowie XVI wieku w powiecie serockim ziemi zakroczymskiej województwa mazowieckiego. W 1785 roku jako wieś duchowna wchodziła w skład klucza gzowskiego biskupstwa płockiego. W latach 1975–1998 miejscowość należała administracyjnie do województwa ciechanowskiego.